# Actias
Genre
Actias est un genre de lépidoptères (papillons) de la famille des Saturniidae et de la sous-famille des Saturniinae.

## Systématique
Le genre Actias a été décrit en 1815 par le zoologiste britannique William Elford Leach. Il a pour espèce type Phalaena luna Linnaeus, 1758.
Actias Leach, 1815 a pour synonymes :
- Echidna Hübner, [1807]
- Tropaea Hübner, [1819]
- Meceura Billberg, 1820
- Artemis Kirby & Spence, 1828
- Plectropteron Hutton, 1846
- Euandrea Watson, 1913
- Sonthonnaxia Watson, 1913
- Proactias Arora & Gupta, 1979

Les genres Graellsia Grote, 1896 et Argema Wallengren, 1858 sont étroitement apparentés à Actias et en sont parfois aussi traités comme des synonymes.

## Liste des espèces
Selon Kitching et al., 2018 :
- Actias aliena (Butler, 1879)
- Actias angulocaudata Naumann & Bouyer, 1998
- Actias apollo Röber, 1923
- Actias artemis (Bremer & Grey, 1851)
- Actias australovietnama Brechlin, 2000
- Actias brevijuxta Nässig & Treadaway, 1997
- Actias callandra Jordan, 1911
- Actias chapae Mell, 1950
- Actias chrisbrechlinae Brechlin, 2007
- Actias dangi Naumann, 2024
- Actias dubernardi (Oberthür, 1897)
- Actias dulcinea (Butler, 1881)
- Actias eberti Rougeot, 1969
- Actias felicis (Oberthür, 1896)
- Actias florida Bang-Haas, 1919
- Actias gnoma (Butler, 1877)
- Actias groenendaeli Roepke, 1954 — à Florès
- Actias guangxiana Brechlin, 2012
- Actias ignescens Moore, 1877
- Actias isis Sonthonnax, 1897 — à Célèbes
- Actias kongjiara Zhu & Wang, 1993
- Actias laotiana Testout, 1936
- Actias laovieta Naumann, Nässig & Löffler, 2017
- Actias luna (Linnaeus, 1758) — le Papillon lune
- Actias lushanensis Fang, 2003
- Actias maenas Doubleday, 1847
- Actias neidhoeferi Ong & Yu, 1968
- Actias ningpoana C. Felder, 1862
- Actias parasinensis Brechlin, 2009
- Actias peggyae Brechlin, 2017
- Actias philippinica Naessig & Treadaway, 1997
- Actias rasa Brechlin & Saldaitis, 2016
- Actias rhodopneuma Röber, 1925
- Actias seitzi Kalis, 1934
- Actias selene (Hübner, 1806)
- Actias shaanxiana Brechlin, 2007
- Actias sinensis (Walker, 1855)
- Actias truncatipennis (Sonthonnax, 1899)
- Actias uljanae Brechlin, 2007
- Actias vanschaycki Brechlin, 2013
- Actias winbrechlini Brechlin, 2007
- Actias witti Brechlin, 2007
- Actias xenia Jordan, 1911

En outre, Stefan Naumann décrit Actias smetaceki en 2023.

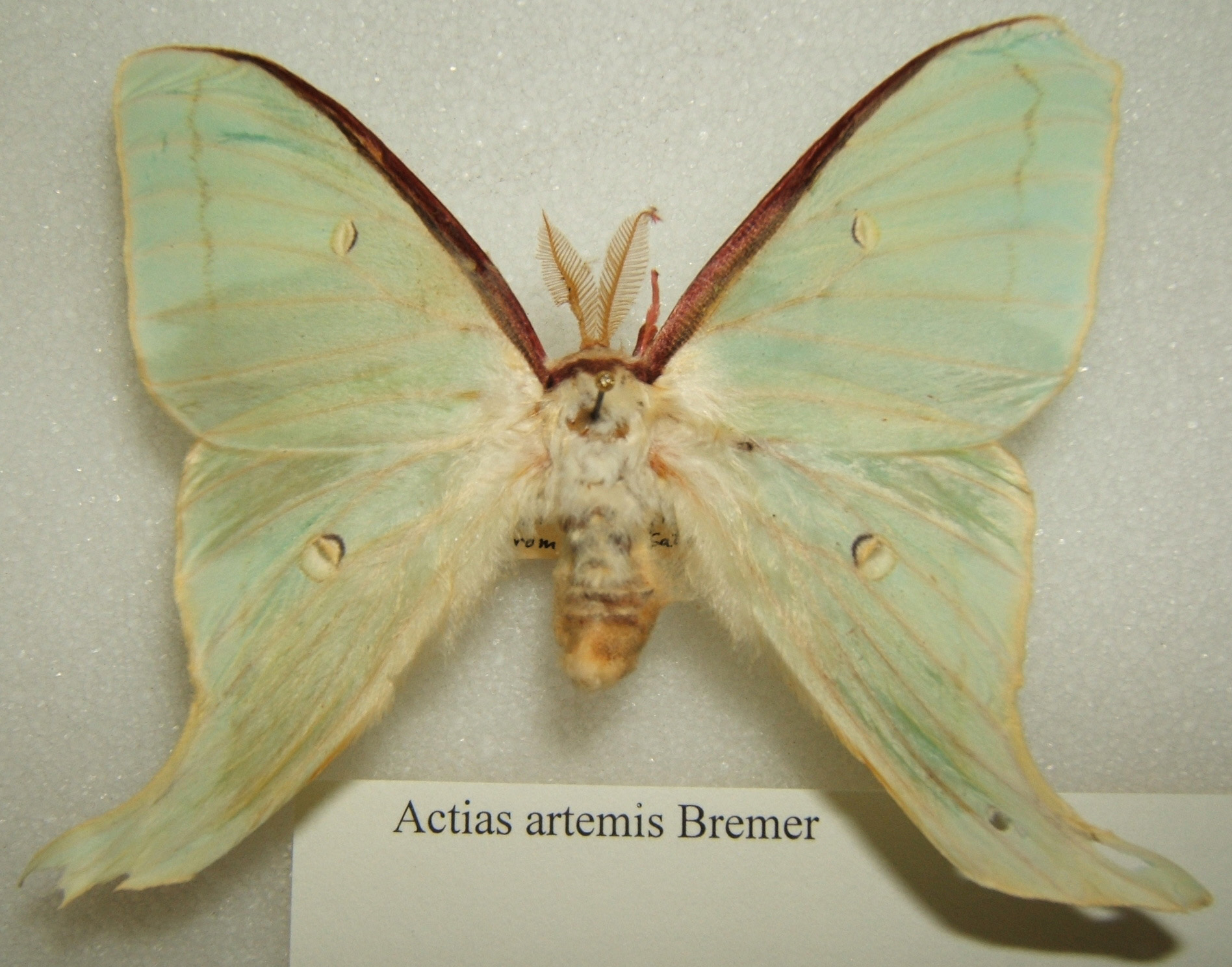
Actias artemis
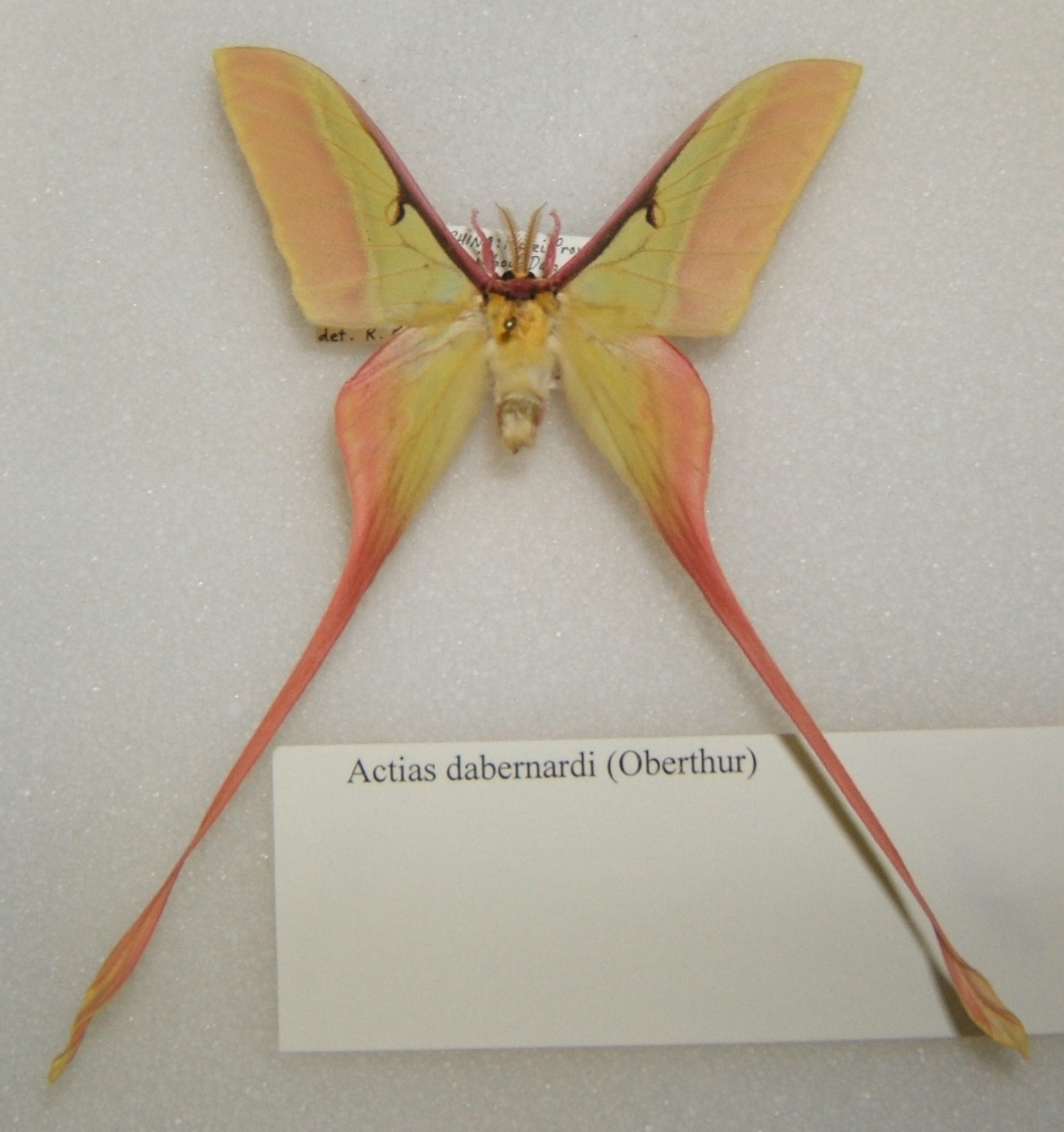
Actias dubernardi
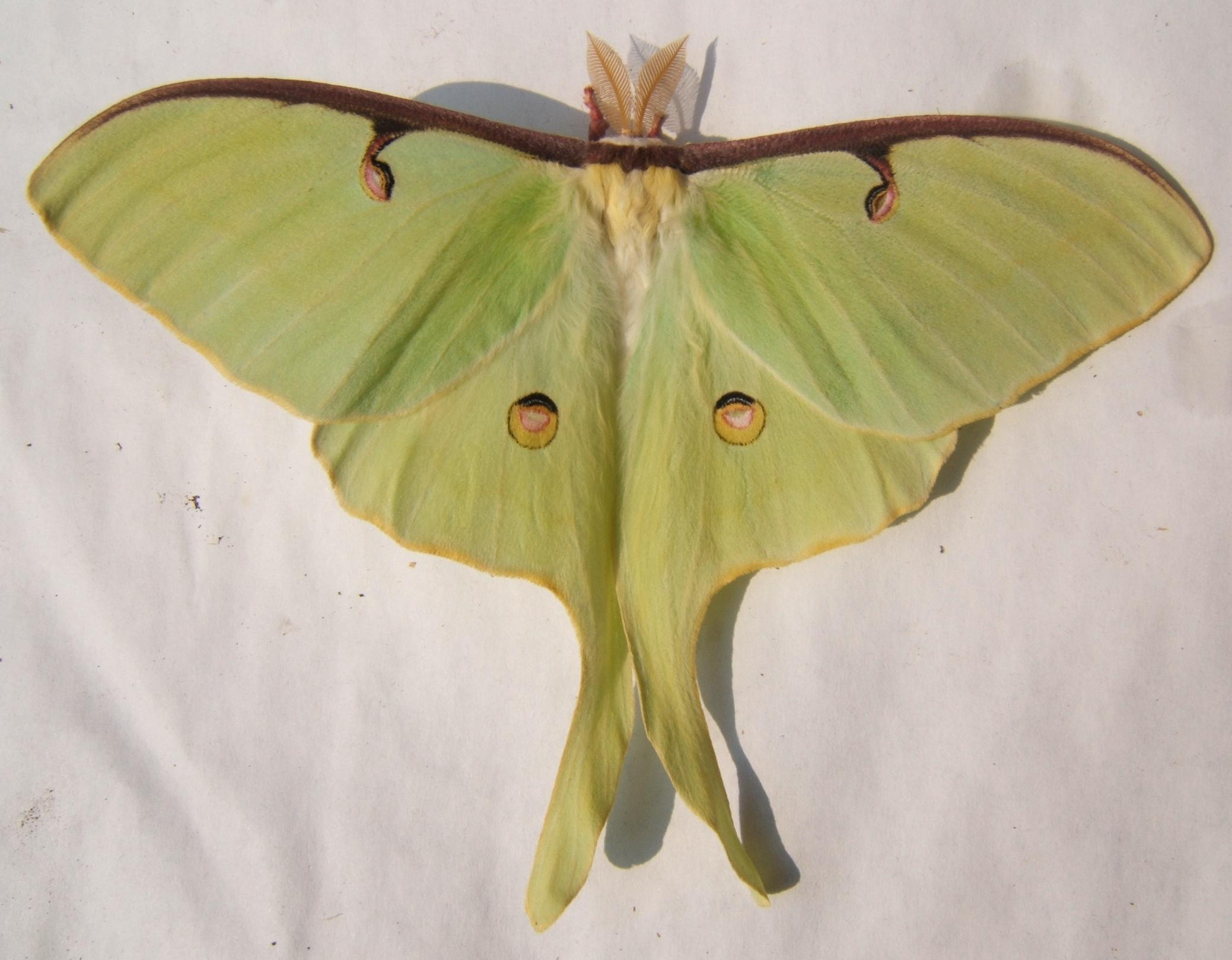
Actias luna
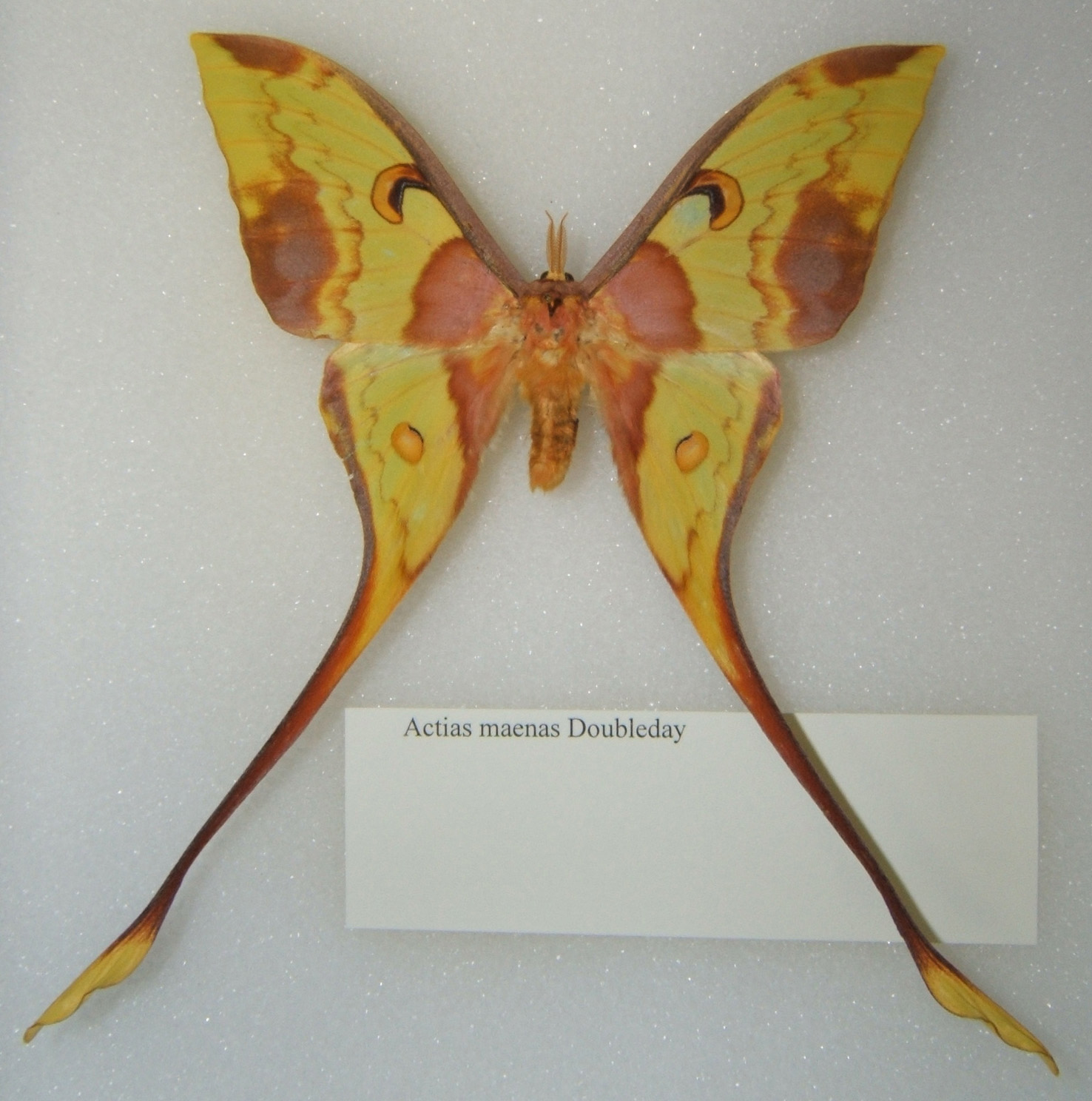
Actias maenas
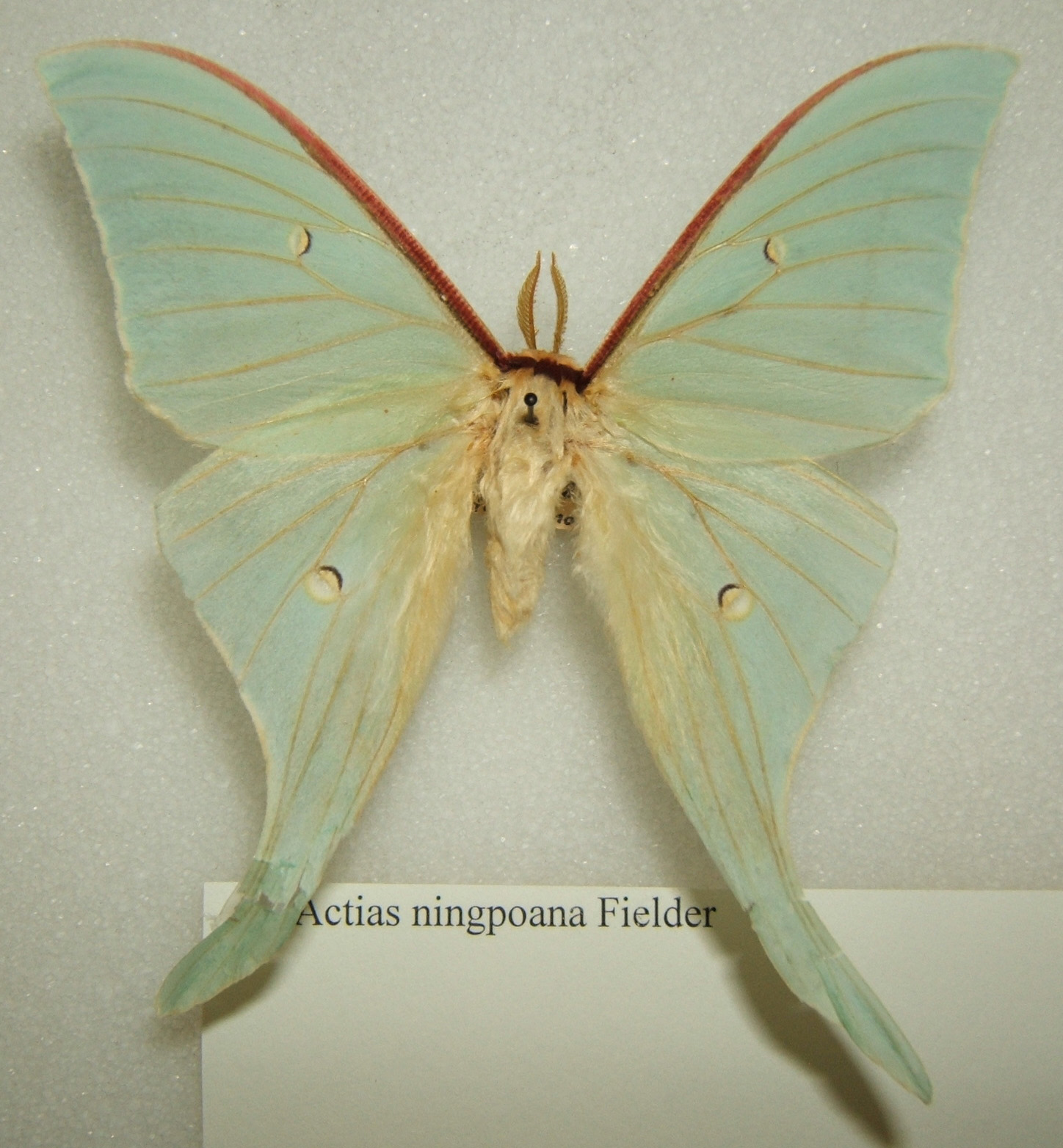
Actias ningpoana
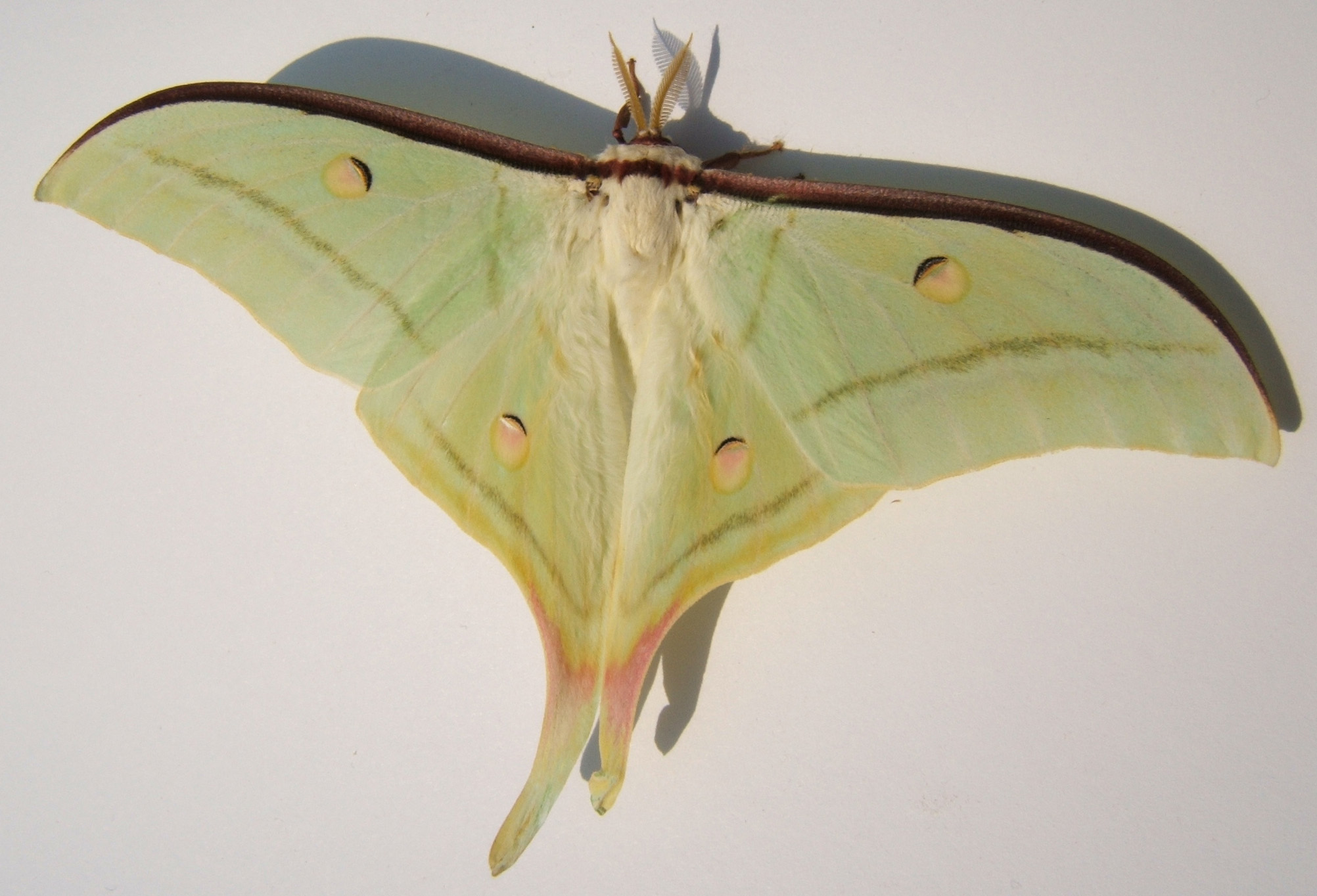
Actias selene
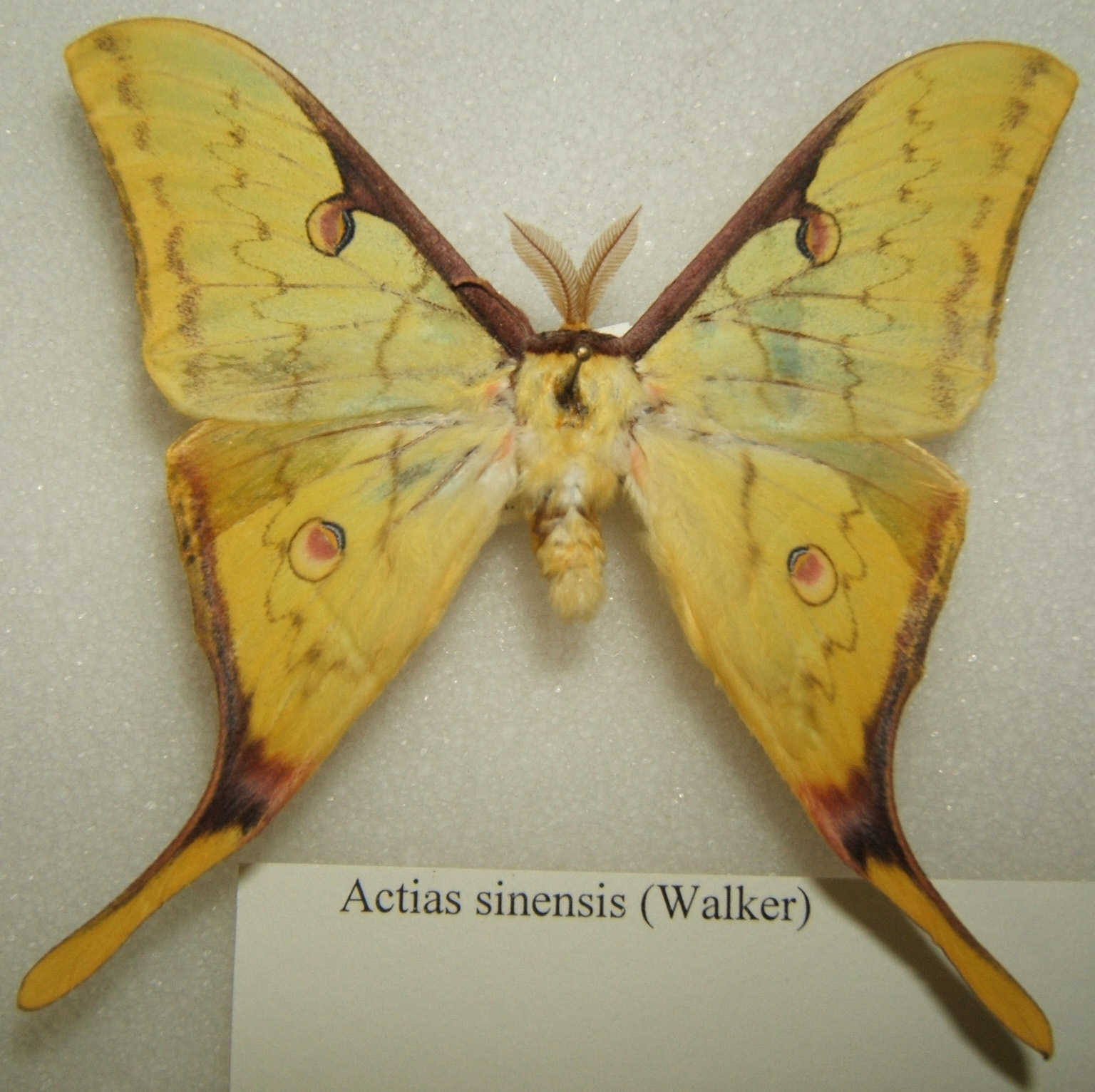
Actias sinensis
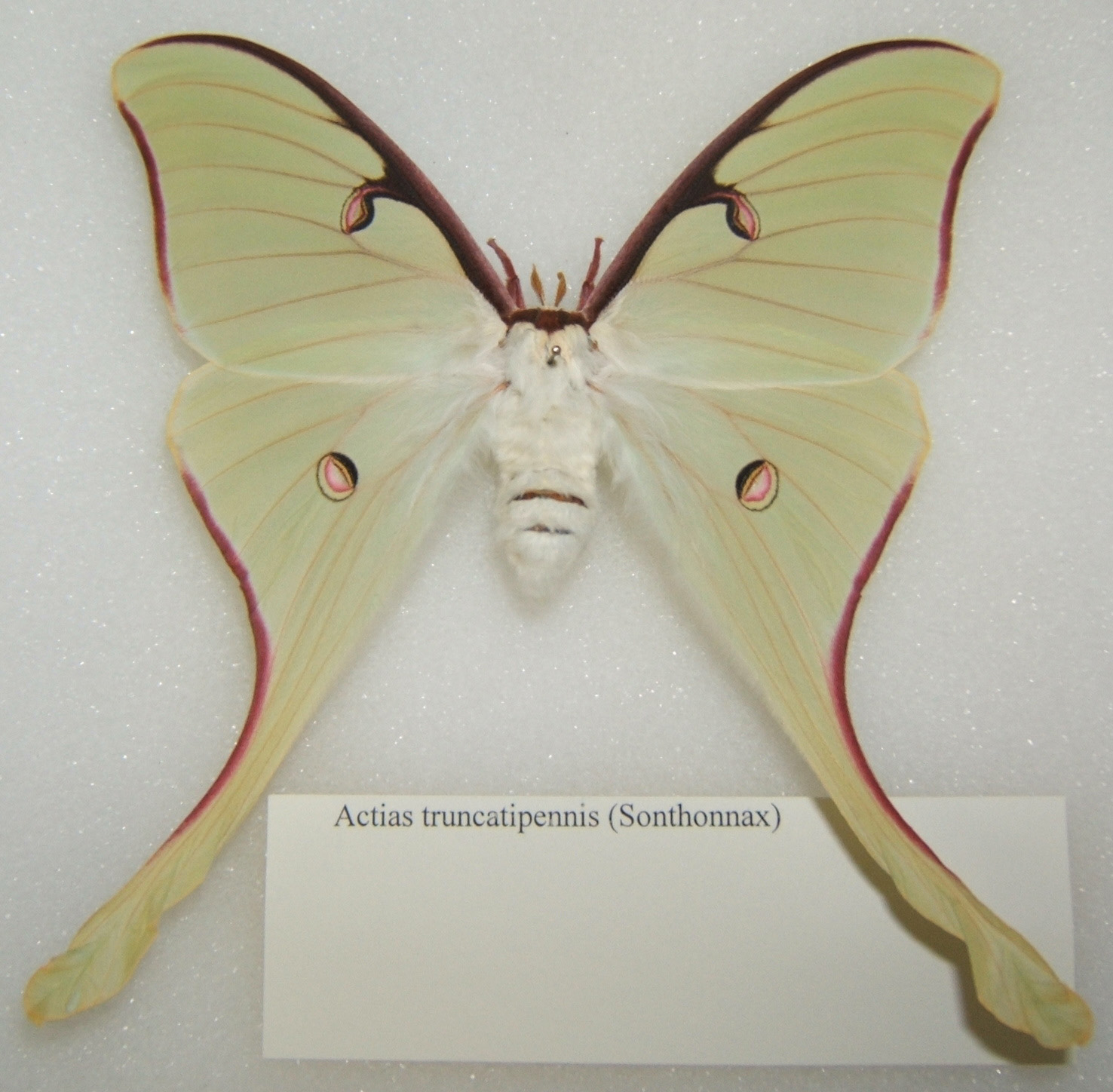
Actias truncatipennis
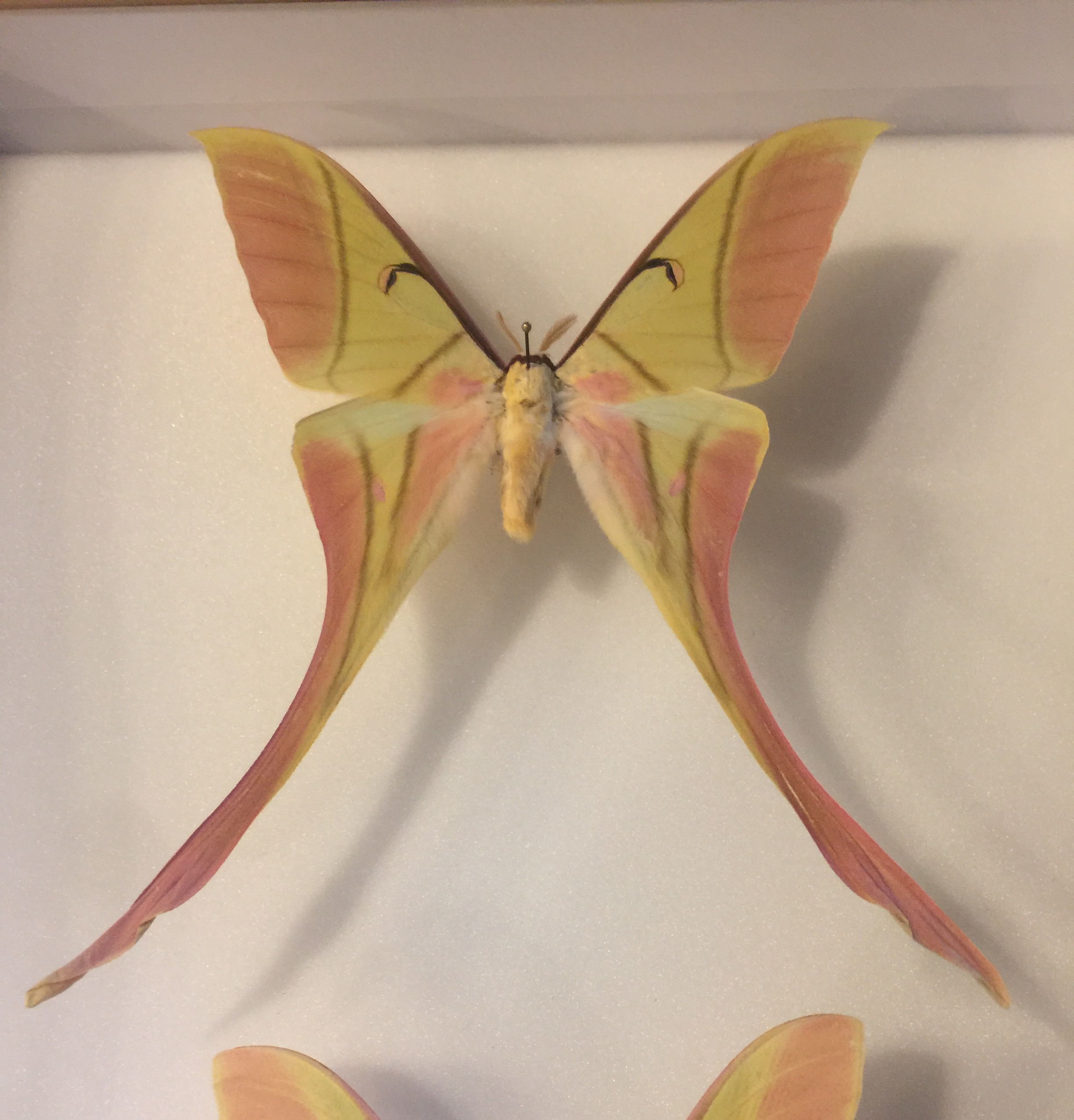
Actias rhodopneuma
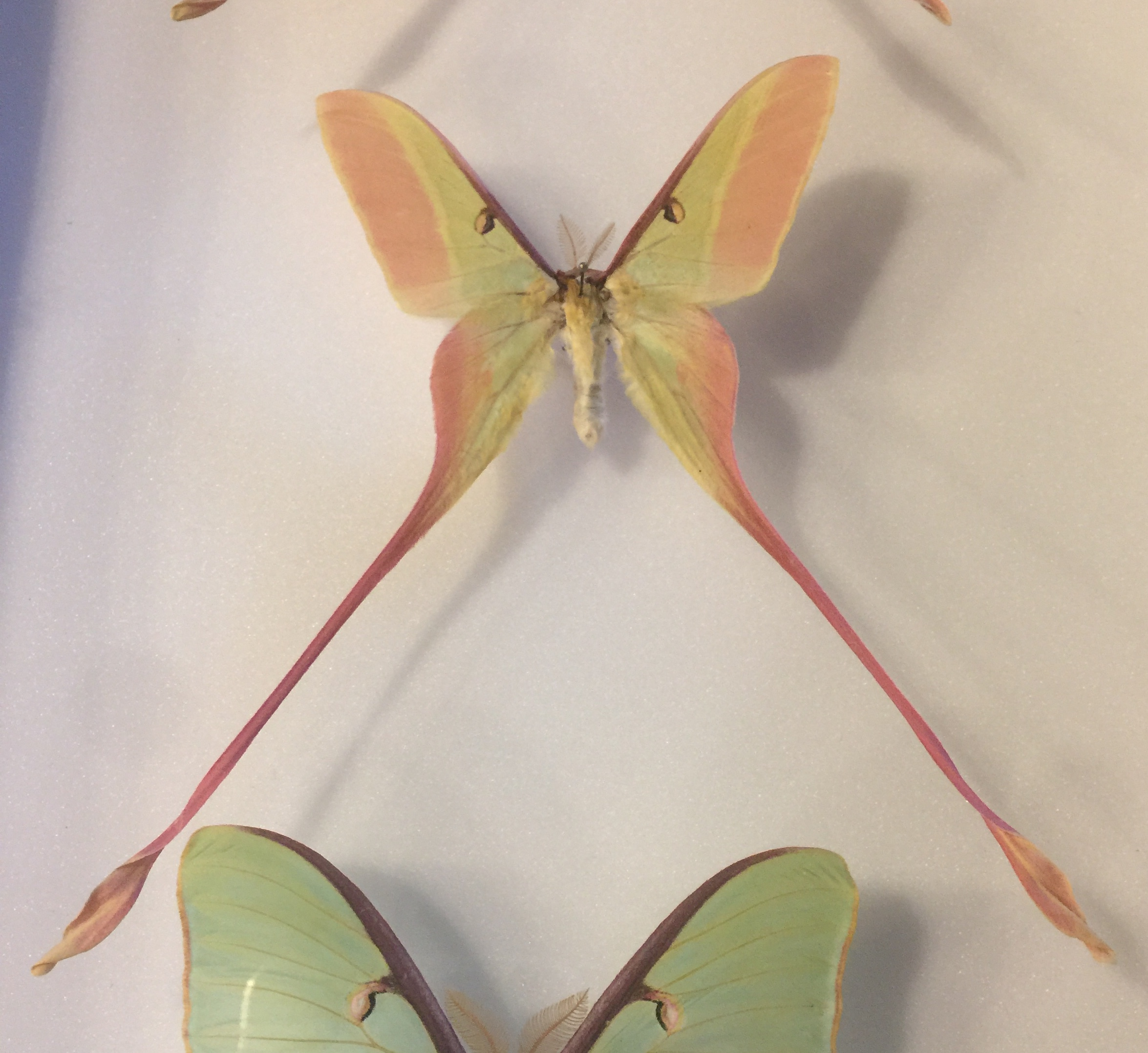
Actias dubernardi
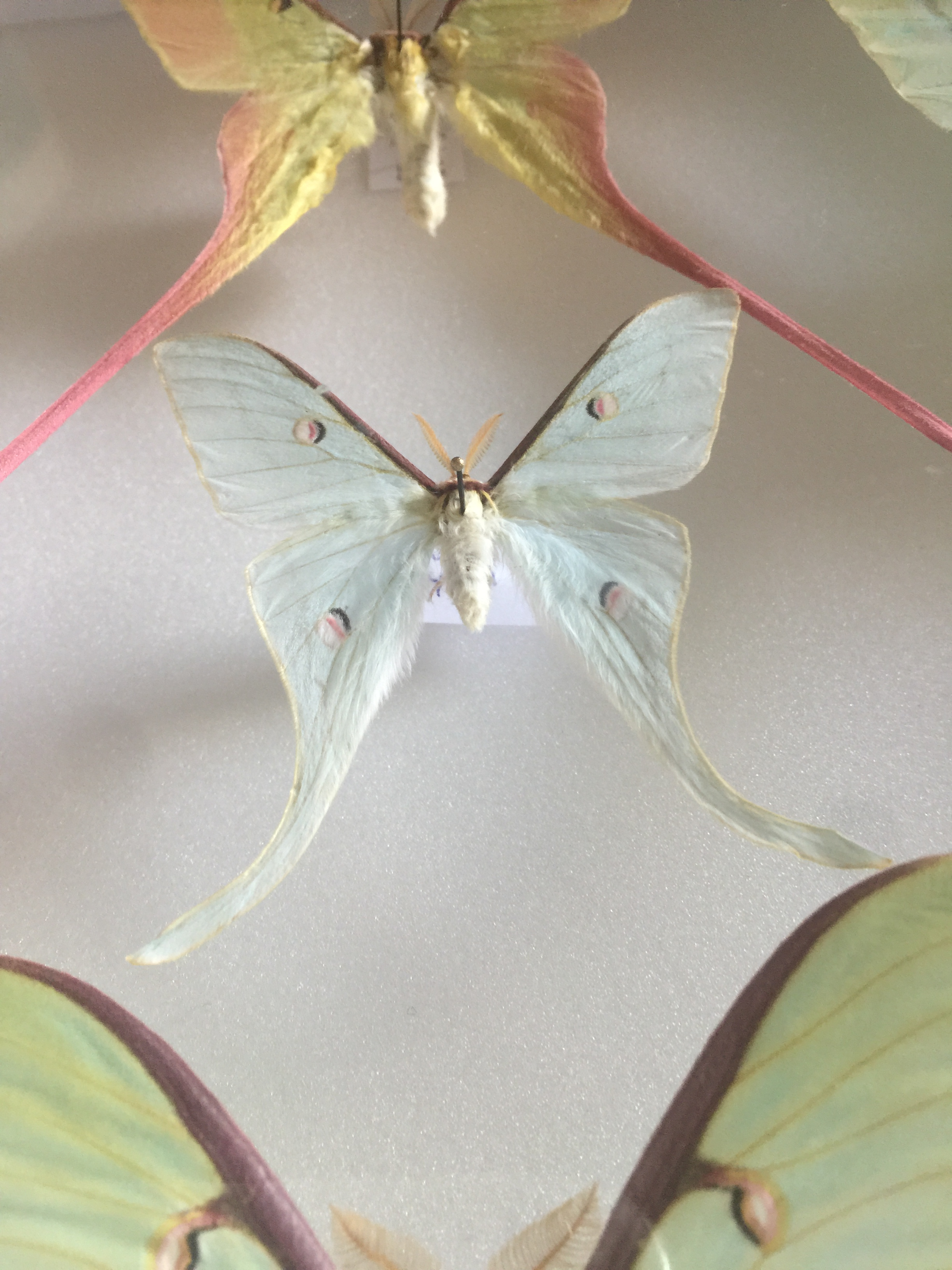
Actias neidhoeferi mâle de Taïwan
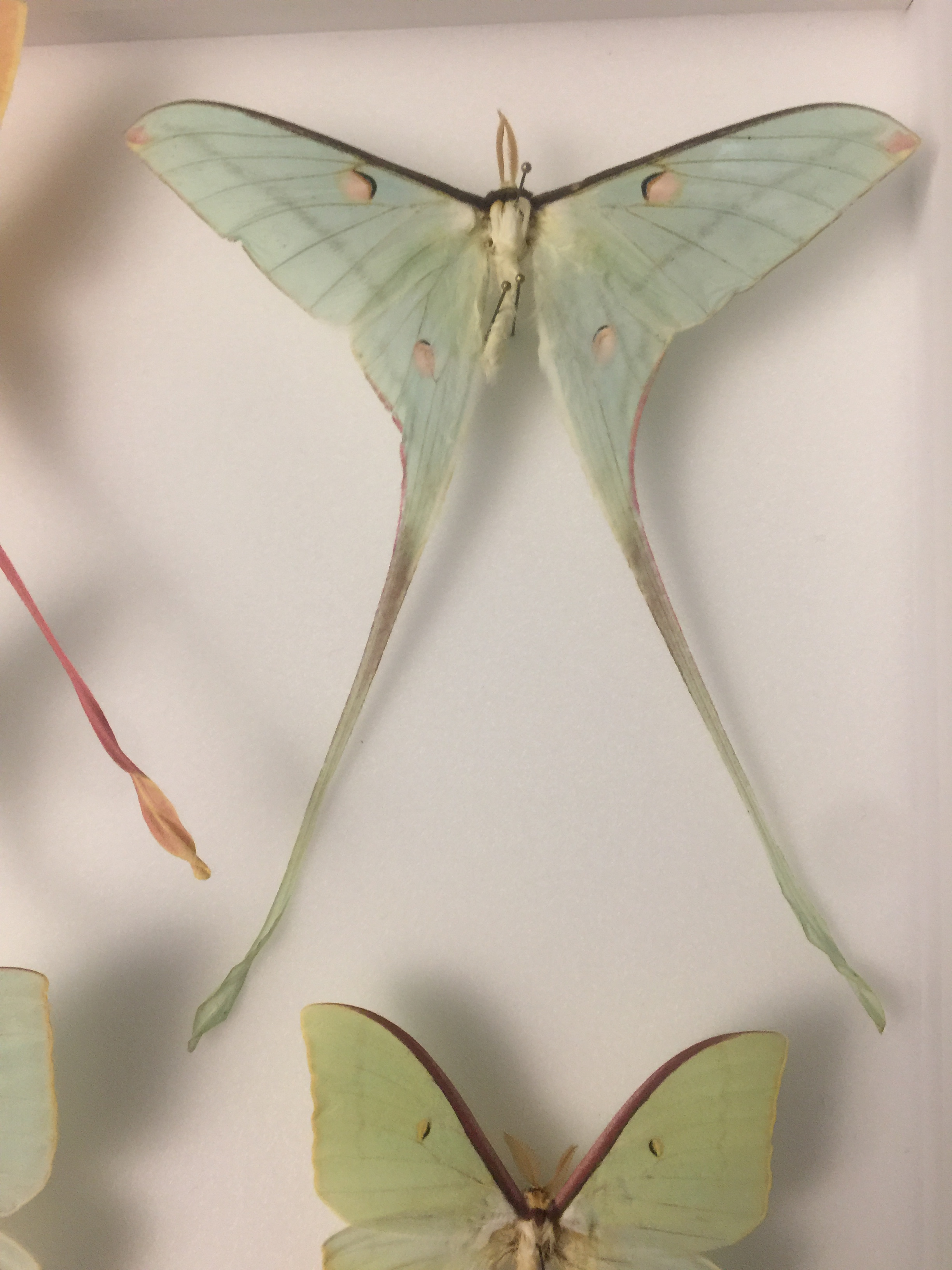
Actias chapae bezverkhovi ssp. n., mâle
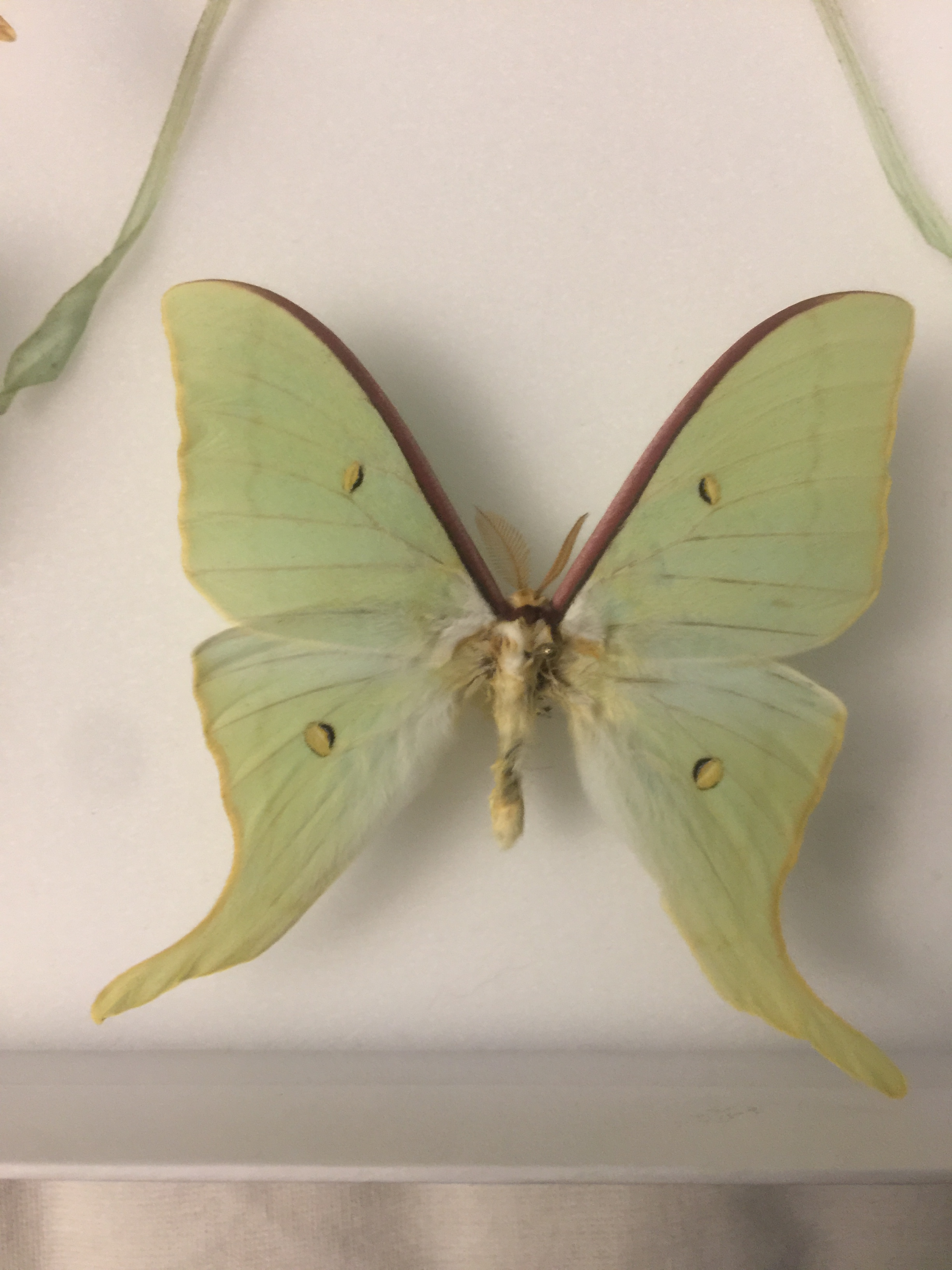
Actias artemis ssp. aliena, mâle
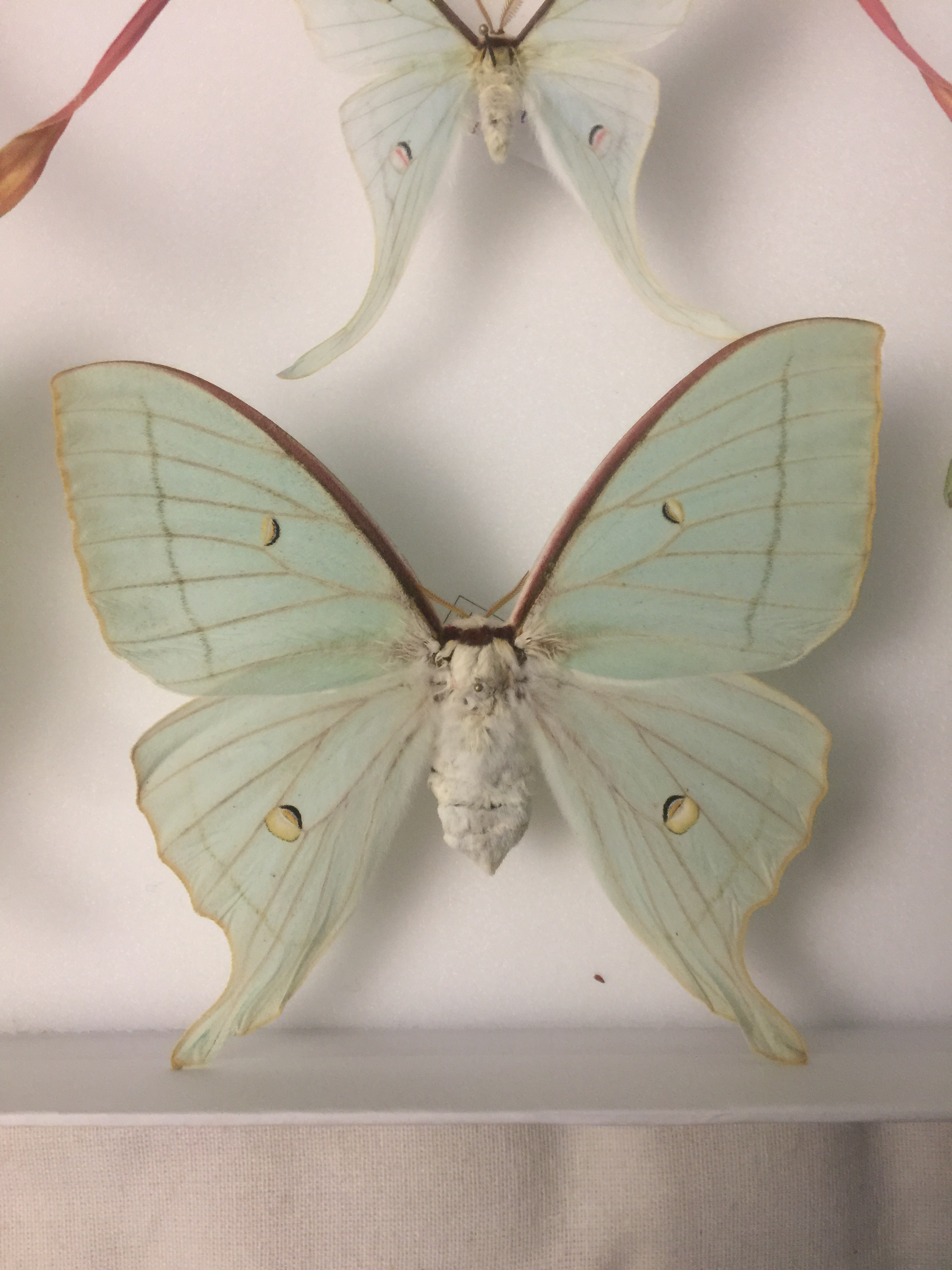
Actias gnoma, femelle
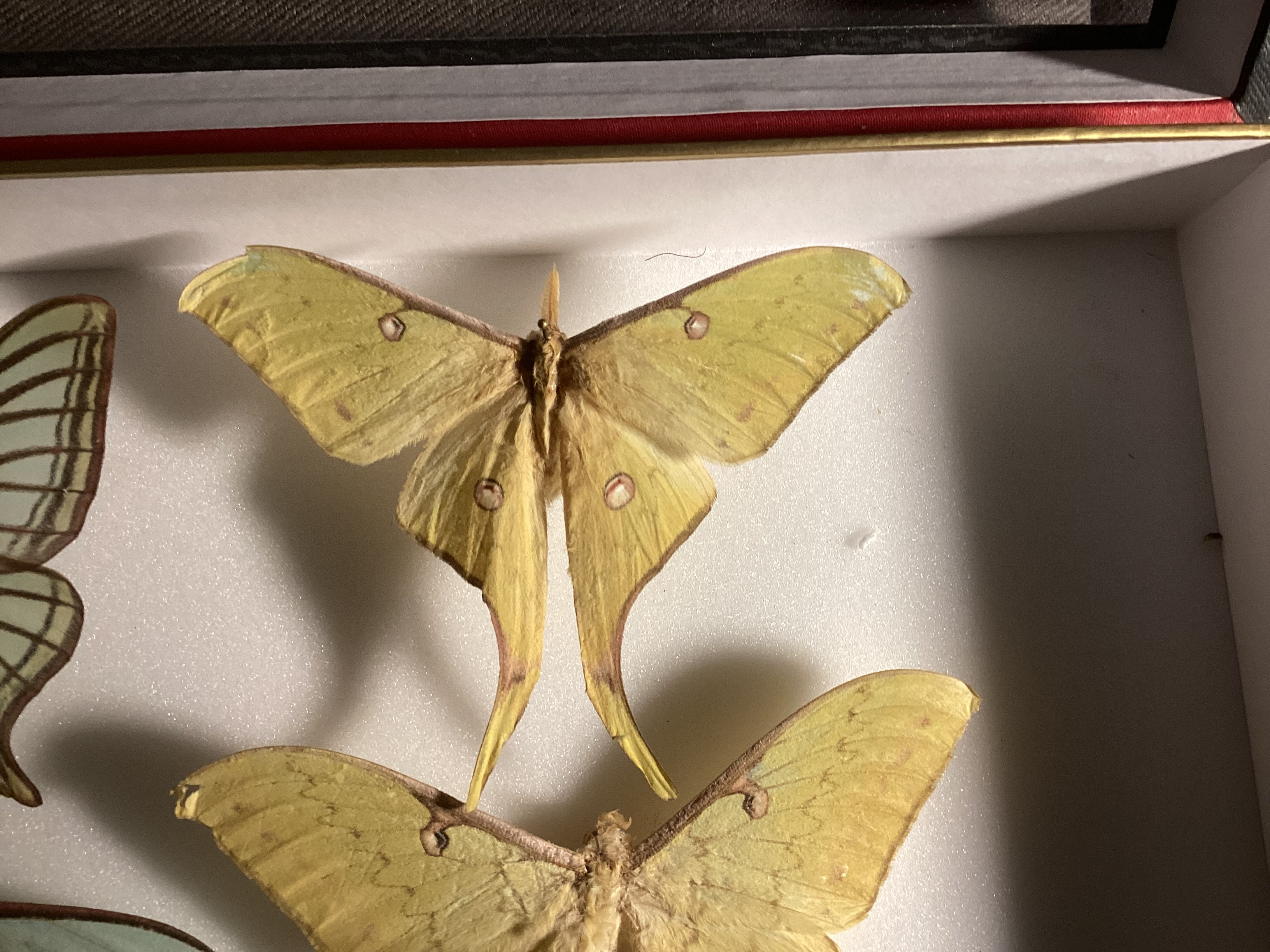
Actias guangxiana mâle
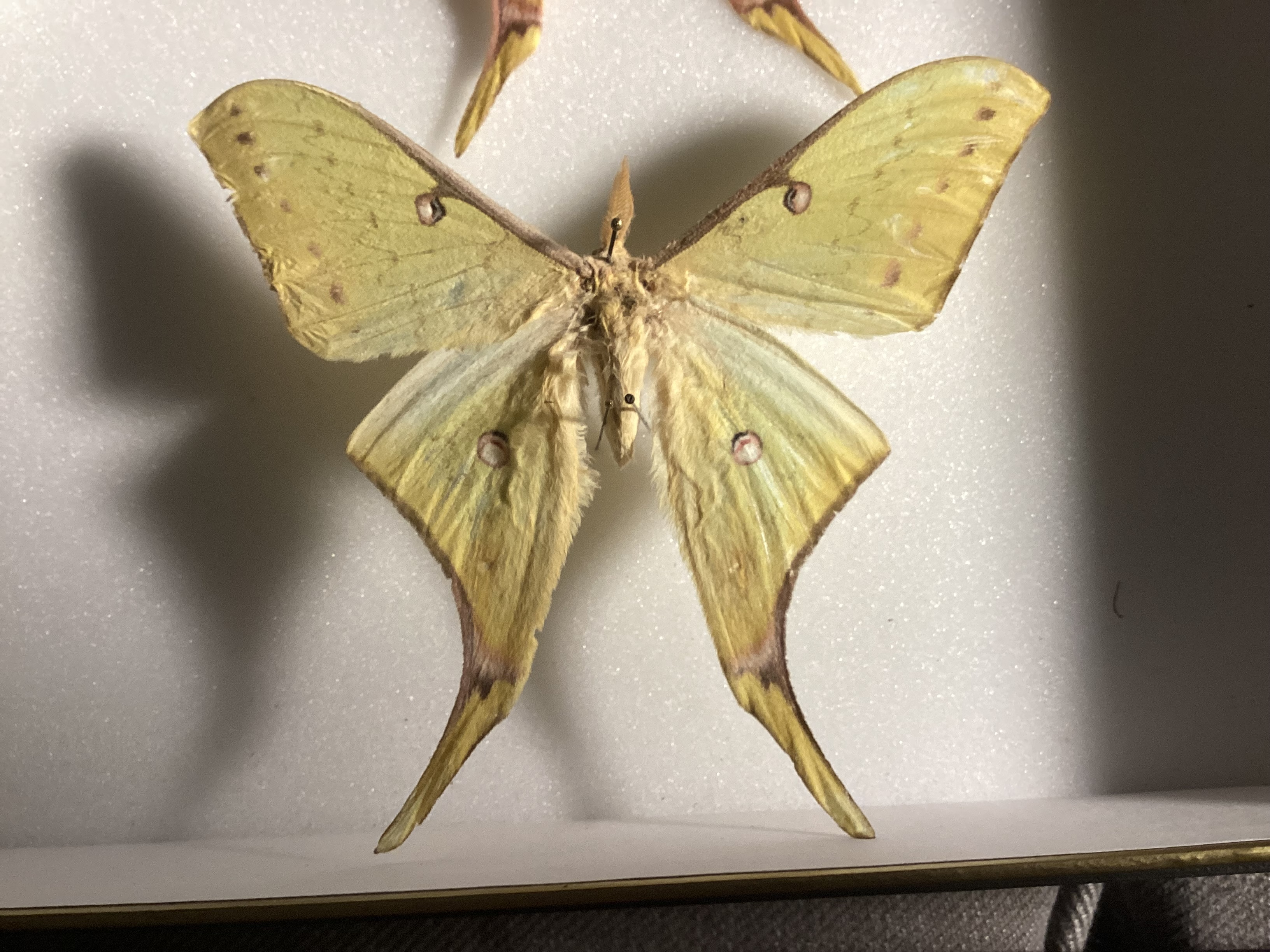
Actias angulocaudata male
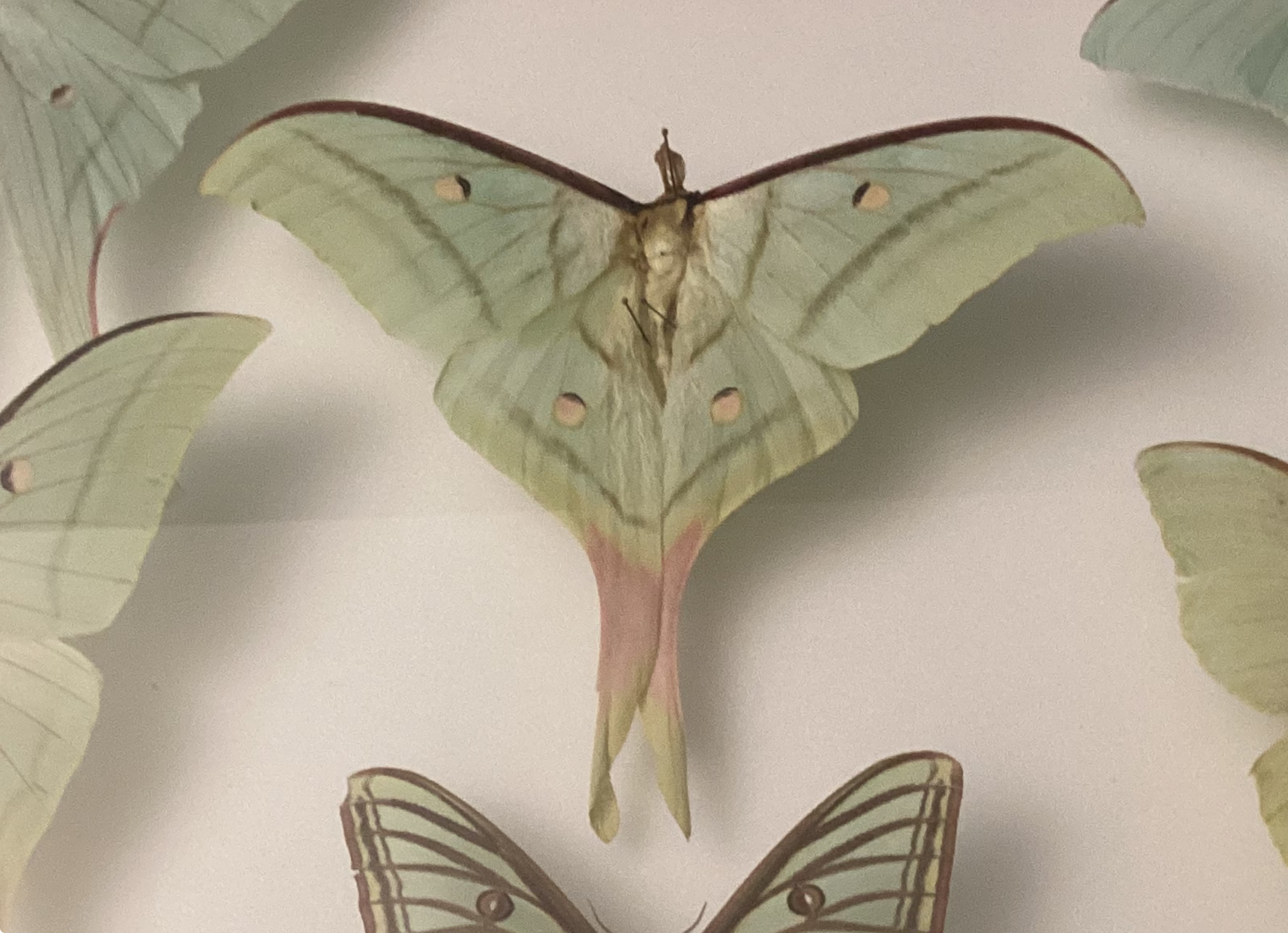
Actias laovieta male